# Motörhead

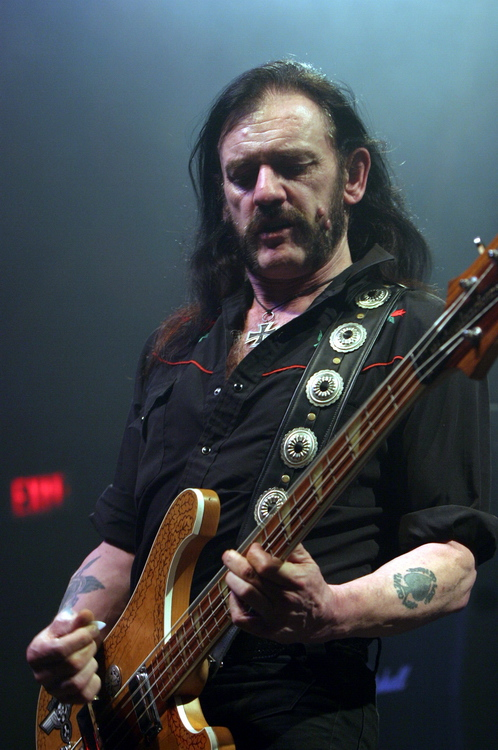
Motörheads sångare Lemmy under en konsert i Reds, Edmonton, maj 2005.

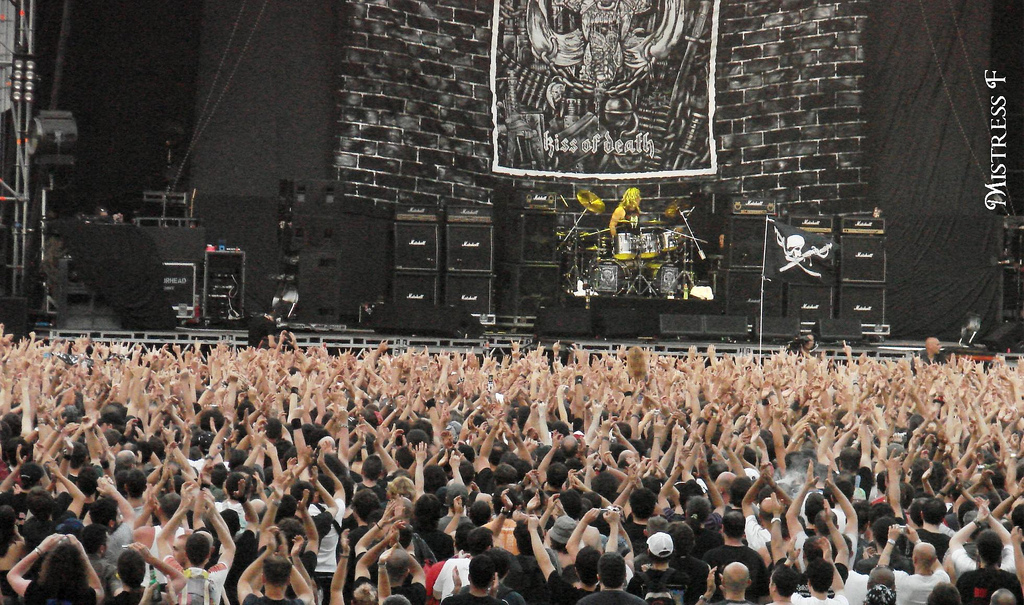
Motörhead under en konsert i Rom 2007.

Motörhead var en brittisk heavy metal-grupp, bildad i London 1975. Bandet bestod ursprungligen av sångaren och basisten Ian "Lemmy" Kilmister, Larry Wallis på gitarr och Lucas Fox på trummor.  Bandet slog igenom 1981, mycket tack vare succélåten "Ace of Spades" och var som mest populära i sitt hemland. Motörhead gav officiellt ut 22 studioalbum och släppte sitt sista album Bad Magic under 2015.

## Historia

### 1970-talet och bildandet av Motörhead
1975 blev Lemmy sparkad från sitt gamla band Hawkwind efter en konsert i Kanada på grund av drogmissbruk. Strax därefter åkte Lemmy hem till England och satte ihop sitt eget band, där originalsättningen bestod av Lemmy Kilmister på basgitarr och sång, Larry Wallis på gitarr och Lucas Fox på trummor.
Ursprungligen var det tänkt att bandet skulle heta Bastard, men bandets manager ogillade idén. Istället blev namnet Motörhead, taget från en Hawkwind-låt skapad av Lemmy.
1976 blev Fox utbytt mot den nya trummisen Phil Taylor. Motörhead skulle egentligen vara en kvartett och Larry ville gärna ha ytterligare en gitarrist. Man fann gitarristen Eddie Clark, som ordnade en gratis replokal åt bandet i en studio i Chelsea. Väl i studion dök alla upp förutom Larry och de bestämde sig för att börja utan honom. Flera timmar senare kom Larry och repade med dem, men efteråt lämnade han bandet och Motörhead fortsatte då som en trio.
Motörheads första studioinspelningar spelades in hos bolaget United Artists (UA), som först inte ville släppa någon skiva med materialet. Senare skrev bandet ett kontrakt med Chiswick, och resultatet blev debutalbumet Motörhead (1977). När UA såg att Motörheads karriär började ta fart bestämde man sig för att till slut släppa sitt inspelade material på albumet On Parole (1979). Emellertid finns inte detta album med i diskografin på Motörheads officiella webbplats.
1978 fick Motörhead skivkontrakt med Bronze Records och fick spela in en singel.

### 1980-talet
Det var inte förrän i början av 1980-talet som gruppen verkligen slog igenom. Framgången kom mycket tack vare succélåten "Ace of Spades", som släpptes på bandets fjärde album, Ace of Spades.
1982 lämnade Clarke gruppen på grund av stridigheter med Lemmy. Ersättaren blev gitarristen Brian Robertson, som tidigare hade spelat i bland annat Thin Lizzy.
1983 utkom albumet Another Perfect Day, vilket blev det enda studioalbumet som Robertson medverkade på. Han sparkades nämligen strax därefter och ersattes av gitarristerna Phil Campbell och "Würzel" (Michael Burston). I samma veva försvann Phil Taylor från trumpallen och ersattes av Pete Gill från gruppen Saxon. Det enda albumet som Pete Gill medverkade på var Orgasmatron (1986). Sedan kom Phil Taylor tillbaka och medverkade på ett par album.

### 1990-talet
1991 gav bandet ut 1916. Detta var den sista plattan där Phil Taylor medverkade som trummis. Han ersattes kort därefter av svensken Mikkey Dee (eg. Micael Kiriakos Delaoglou). Han kom att bli bandets sista trummis.
1995 lämnade "Würzel" bandet, och därmed var Motörhead återigen en trio.

### 2000-talet
2000-talet började med att Motörhead släppte We are Motörhead. Två år senare släpptes Hammered och under 2004 släpptes Inferno som fick en hit med låten "Whorehouse Blues". Motörhead släppte sedan Kiss of Death under 2006 och Motörizer under 2008.

### 2010-talet och slutet för Motörhead
2015 släppets bandets sista album Bad Magic.
Under slutet av 2015 hade Motörhead avslutat sin dåvarande Europaturné. Några dagar efter turnéavslutet diagnosticerades bandets sångare Lemmy för cancer, och han avled i sjukdomen bara två dagar senare. De kvarvarande bandlemmarna beslutade kort därefter om att bandet skulle upplösas.

## Utmärkelser
2005 vann Motörhead en Grammy Award för Best Metal Performance med sin cover av Metallica-låten Whiplash. De nominerades till samma utmärkelse även 1992, 2000 och 2015.
Bandet har också belönats på Kerrang Awards 2000 och 2019, och på Metal Hammer Awards 2010 och 2013. Utöver de nomineringar och utmärkelser som givits till bandet, har Lemmy personligen vunnit bland annat en Metal Hammer Gold God Award och två Revolver Music Awards.
I oktober 2019 nominerades Motörhead för inval till Rock and Roll Hall of Fame. Inledningsvis inkluderades endast de bandmedlemmar som spelade in debutalbumet 1977: Lemmy, Taylor och Clarke. Efter ungefär en veckas omfattande protester mot att de mer sentida men betydligt mer långvariga medlemmarna Mikkey Dee och Phil Campbell utlämnats, inkluderades även de två i nomineringen.

## Bandmedlemmar

### Ordinarie medlemmar
- Lemmy Kilmister – sång, basgitarr (1975–2015; död 2015)
- Larry Wallis – gitarr (1975–1976; död 2019)
- Lucas Fox – trummor (1975)
- Philthy Animal (Phil Taylor) – trummor (1975–1984, 1987–1992; död 2015)
- "Fast Eddie" Clarke – gitarr (1976–1982; död 2018)
- Brian Robertson – gitarr (1982–1983)
- Würzel (Michael Burston) – gitarr (1984–1995; död 2011)
- Pete Gill – trummor (1984–1987)
- Phil Campbell – gitarr (1984–2015)
- Mikkey Dee – trummor (1992–2015)

### Studiomedlemmar
- Tommy Aldridge – trummor (1992)[16]

### Turnémedlemmar
- Todd Youth – gitarr (2003)
- Matt Sorum – trummor (2009)

### Banduppsättningar
| 1975      | - Ian "Lemmy" Kilmister – basgitarr, sång - Larry Wallis – gitarr, sång - Lucas Fox – trummor                           |
|           | |
| 1975–1976 | - Ian "Lemmy" Kilmister – basgitarr, sång - Larry Wallis – gitarr, sång - Phil Taylor – trummor                         |
|           | |
| 1976      | - Ian "Lemmy" Kilmister – basgitarr, sång - Larry Wallis – gitarr, sång - Eddie Clarke – gitarr - Phil Taylor – trummor |
|           | |
| 1976–1982 | - Ian "Lemmy" Kilmister – basgitarr, sång - Eddie Clarke – gitarr, sång - Phil Taylor – trummor                         |
|           | |
| 1982–1983 | - Ian "Lemmy" Kilmister – basgitarr, sång - Brian Robertson – gitarr - Phil Taylor – trummor                            |
|           | |
| 1984      | - Ian "Lemmy" Kilmister – basgitarr, sång - Phil Campbell – gitarr - Michael Burston – gitarr - Phil Taylor – trummor   |
|           | |
| 1984–1987 | - Ian "Lemmy" Kilmister – basgitarr, sång - Phil Campbell – gitarr - Michael Burston – gitarr - Pete Gill - trummor     |
|           | |
| 1987–1992 | - Ian "Lemmy" Kilmister – basgitarr, sång - Phil Campbell – gitarr - Michael Burston – gitarr - Phil Taylor - trummor   |
|           | |
| 1992–1995 | - Ian "Lemmy" Kilmister – basgitarr, sång - Phil Campbell – gitarr - Michael Burston – gitarr - Mikkey Dee – trummor    |
|           | |
| 1995–2015 | - Ian "Lemmy" Kilmister – basgitarr, sång - Phil Campbell – gitarr - Mikkey Dee – trummor                               |

## Diskografi

### Studioalbum
- 1977 – Motörhead
- 1979 – Overkill
- 1979 – Bomber
- 1979 – On Parole [17] (Ej officiellt studioalbum, inspelat september 1975 – februari 1976)
- 1980 – Ace of Spades
- 1982 – Iron Fist
- 1983 – Another Perfect Day
- 1986 – Orgasmatron
- 1987 – Rock 'n' Roll
- 1991 – 1916
- 1992 – March ör Die
- 1993 – Bastards
- 1995 – Sacrifice
- 1996 – Overnight Sensation
- 1998 – Snake Bite Love
- 2000 – We Are Motörhead
- 2002 – Hammered
- 2004 – Inferno
- 2006 – Kiss of Death
- 2008 – Motörizer
- 2010 – The Wörld is Yours
- 2013 – Aftershock
- 2015 – Bad Magic

### Livealbum
- 1981 – No Sleep 'til Hammersmith
- 1983 – What's Words Worth?
- 1988 – Nö Sleep at All
- 1989 – Blitzkrieg on Birmingham '77
- 1990 – The Birthday Party
- 1994 – Live at Brixton
- 1997 – King Biscuit Flower Hour Presents Motörhead
- 1999 – Everything Louder Than Everyone Else
- 2003 –  Live at Brixton Academy
- 2005 – BBC Live & In-Session
- 2007 – Better Motörhead than Dead: live at Hammersmith

### Samlingsalbum
- 1984 – No Remorse
- 1986 – Anthology
- 1991 – Meltdown
- 1993 – All the Aces
- 1993 – The Best of Motörhead
- 1997 – Protect the Innocent
- 2000 – Deaf Forever: The Best of Motörhead
- 2000 – The Best Of
- 2000 – Over the Top: The Rarities
- 2002 – Tear Ya Down: The Rarities
- 2003 – Hellraiser: Best of the Epic Years
- 2003 – Stone Deaf Forever! (5xCD box)
- 2007 – The Essential Motörhead
- 2010 – You'll Get Yours: The Best of Motörhead
- 2017 – Under Cöver

### EP
- 1980 – The Golden Years: Live EP
- 1980 – Beer Drinkers EP
- 1981 – Hard Rock on 12 Inch - Stay Clean (Motörhead / Girlschool)
- 1981 – St. Valentine's Day Massacre (Motörhead / Girlschool)
- 1982 – The Complete Motorhead Kit'
- 1991 – Motörheadbangers: The Better Late Than Never Fan Club Flexi
- 1992 – Cat Scratch Fever
- 1992 – '92 Tour EP
- 2001 – I Got Mine

### Singlar
- 1977 – "White Line Fever" / "Leaving Here"
- 1977 – "Motorhead" / "City Kids"
- 1978 – "Louie Louie" / "Tear Ya Down"
- 1979 – "Overkill" / "Too Late, Too Late"
- 1979 – "No Class" / "Like a Nightmare"
- 1979 – "Bomber" / "Over the Top"
- 1980 – "Ace of Spades" / "Dirty Love"
- 1981 – "Motorhead" / "Over the Top"
- 1982 – "Go to Hell"
- 1982 – "Iron Fist" / "Remember Me I'm Gone"
- 1983 – "I Got Mine" / "Turn You Round Again"
- 1983 – "Shine" / "(I'm Your) Hoochie Coochie Man (Live)"
- 1984 – "Killed by Death" / "Under the Knife"
- 1986 – "Deaf Forever" / "On the Road"
- 1987 – "Eat the Rich" / "Cradle to Grave"
- 1991 – "No Voices in the Sky"
- 1991 – "The One to Sing the Blues" / "Dead Man's Hand"
- 1992 – "Hellraiser"
- 1994 – "Born to Raise Hell"
- 2000 – "God Save the Queen"

## Konserter i Sverige
- 26 nov 1981 - Olympen, Lund
- 27 nov 1981 - Johanneshov Isstadion, Stockholm
- 28 nov 1981 - Scandinavium, Göteborg

- 15 oct 1982 - Scandinavium, Göteborg
- 16 oct 1982 - Johanneshov Isstadion, Stockholm
- 17 oct 1982 - Olympen, Lund

- 5 juli 1985 - Orrskogen Folkets Park, Malung
- 11 juli 1985 - Folkets Hus, Östersund
- 12 juli 1985 - Kempehallen, Örnsköldsvik
- 14 juli 1985 - Lombia Ishall, Kiruna
- 17 juli 1985 - Brännaberget, Överkalix
- 18 juli 1985 - Hermelin Rock Festival, Storuman
- 19 juli 1985 - Ishallen, Fagersta
- 20 juli 1985 - Eda Folkets Park, Charlottenberg
- 24 juli 1985 - Scaniariken, Södertälje
- 25 juli 1985 - Parcahallen, Norrahammar
- 26 juli 1985 - Ishallen, Ängelholm
- 27 juli 1985 - Ishallen, Växjö
- 30 juli 1985 - Gärdehallen, Sundsvall
- 1 aug 1985 - Gävle Folkets Park, Gävle
- 2 aug 1985 - Nobelhallen, Karlskoga
- 3 aug 1985 - Frölundaborg, Göteborg

- 30 mars 1987 - Göta Lejon, Stockholm
- 31 mars 1987 - Olympen, Lund

- 17 nov 1987 - Arena/Fryshuset, Stockholm
- 9 april 1989 - Göta Lejon, Stockholm
- 12 augusti 1989 - Hultsfredsfestivalen, Hultsfred

- 24 feb 1991 - Arena/Fryshuset, Stockholm

- 3 dec 1993 - Folkets Park, Hultsfred
- 4 dec 1993 - Mejerit, Lund
- 5 dec 1993 - Globen Annexet, Stockholm
- 10 dec 1993 - Bergslagshallen, Karlskoga
- 11 dec 1993 - Magasinet, Karlshamn
- 11 aug 1994 - Que Club, Göteborg
- 12 aug 1994 - Hultsfredsfestivalen, Hultsfred

- 3 oct 1995 - Okänd plats, Malmö
- 4 oct 1995 - Kåren, Göteborg
- 10 oct 1995 - Cirkus, Stockholm
- 7 juni 1996 - Söderhamnfestivalen, Söderhamn

- 18 mars 1997 - Cirkus, Stockholm
- 19 mars 1997 - Okänd plats, Göteborg

- 6 juni 1998 - Karlshamnfestivalen, Karlshamn
- 27 oct 1998 - Kulturbolaget, Malmö
- 29 oct 1998 - Arena/Fryshuset, Stockholm
- 30 oct 1998 - Corona, Umeå
- 31 oct 1998 - Lisebergshallen, Göteborg
- 7 juli 1999 - Söderhamnsfestivalen, Söderhamn
- 11 juli 1999 - Sweden Rock Festival, Sölvesborg
- 31 juli 1999 - Storsjöyran, Östersund

- 10 nov 1999 - Baltiska Hallen, Malmö
- 12 nov 1999 - Idrottens Hus, Helsingborg
- 13 nov 1999 - Kupolen, Borlänge
- 14 nov 1999 - Strandbjörkshallen, Växjö
- 16 nov 1999 - Lisebergshallen, Göteborg
- 18 nov 1999 - Solnahallen, Stockholm
- 19 nov 1999 - Himmelstalundshallen, Norrköping
- 20 nov 1999 - Nobelhallen, Karlskoga
- 21 nov 1999 - Nordichallen, Sundsvall
- 23 nov 1999 - Sporthallen, Umeå
- 24 nov 1999 - Arcushallen, Luleå

- 17 nov 2000 - Kulturbolaget, Malmö
- 18 nov 2000 - Club Diesel, Halmstad
- 19 nov 2000 - Kåren, Göteborg
- 21 nov 2000 - Värmekyrkan, Norrköping
- 24 nov 2000 - Münchenbryggeriet, Stockholm
- 25 nov 2000 - Estraden, Gävle
- 26 nov 2000 - Idunteatern, Umeå
- 27 nov 2000 - Pontushallen, Luleå

- 8 juni 2002 - Sweden Rock Festival, Sölvesborg
- 16 nov 2002 - Värmekyrkan, Norrköping
- 17 nov 2002 - Estraden, Gävle
- 20 nov 2002 - Münchenbryggeriet, Stockholm
- 21 nov 2002 - Kåren, Göteborg
- 22 nov 2002 - Folkets Park, Lidköping
- 23 nov 2002 - Prisma, Västerås
- 25 nov 2002 - Kulturbolaget, Malmö
- 7 juni 2003 - Sweden Rock Festival, Sölvesborg

- 9 juli 2004 - Peace and Love, Borlänge
- 13 dec 2004 - Baltiska Hallen, Malmö
- 18 dec 2004 - Lisebergshallen, Göteborg
- 19 dec 2004 - Arena/Fryshuset, Stockholm
- 9 juni 2005 - Sweden Rock Festival, Sölvesborg
- 7 oct 2005 - Lisebergshallen, Göteborg
- 8 oct 2005 - Hovet, Stockholm
- 7 juli 2006 - Metaltown, Göteborg

- 9 juni 2007 - Sweden Rock Festival, Sölvesborg
- 8 dec 2007 - Lisebergshallen, Göteborg
- 9 dec 2007 - Nöjesfabriken, Karlstad
- 10 dec 2007 - Hovet, Stockholm

- 10 dec 2008 - Scandinavium, Göteborg
- 12 dec 2008 - Löfbergs Lila Arena, Karlstad
- 13 dec 2008 - Hovet, Stockholm
- 5 juni 2009 - Sweden Rock Festival, Sölvesborg
- 9 juli 2010 - Getaway Rock Festival, Gävle

- 9 dec 2011 - Lisebergshallen, Göteborg
- 10 dec 2011 - Arena/Fryshuset, Stockholm
- 12 dec 2011 - Conventum, Örebro
- 13 dec 2011 - Sporthallen, Sundsvall
- 15 dec 2011 - Pontushallen, Luleå
- 8 juni 2012 - Sweden Rock Festival, Sölvesborg

- 4 juli 2013 - Metaltown, Göteborg (Inställt)

- 12 dec 2013 - Cloetta Center, Linköping (Inställt)
- 8 mars 2014 - Cloetta Center, Linköping (Inställt)
- 7 aug 2014 - Way Out West, Göteborg
- 30 maj 2015 - Metallsvenskan, Örebro

- 1 dec 2015 - Scandinavium, Göteborg
- 4 dec 2015 - Hovet, Stockholm